# 26661 Kempelen
26661 Kempelen (2000 WY67) là một tiểu hành tinh vành đai chính được phát hiện ngày 27 tháng 11 năm 2000 bởi P. Kušnirák ở Đài thiên văn Ondřejov.